# Осадець білозір
Осадець білозір (Lopinga achine) — вид денних метеликів родини сонцевиків (Nymphalidae).

## Поширення
Вид поширений у Європі та Північній Азії від Франції до Японії. В Україні трапляється у лісовій та лісостеповій зоні, Прикарпатті і Закарпатті.

## Опис
Розмах крил 45-55 мм, довжина переднього крила 19-29 мм. Крила зверху і знизу сіро-коричневі, з круглими різного розміру темним плямами в жовтих обідках на зовнішньому полі. Знизу крил уздовж зовнішнього краю жовті лінії з чорною між ними. Статевий диморфізм слабо виражений.

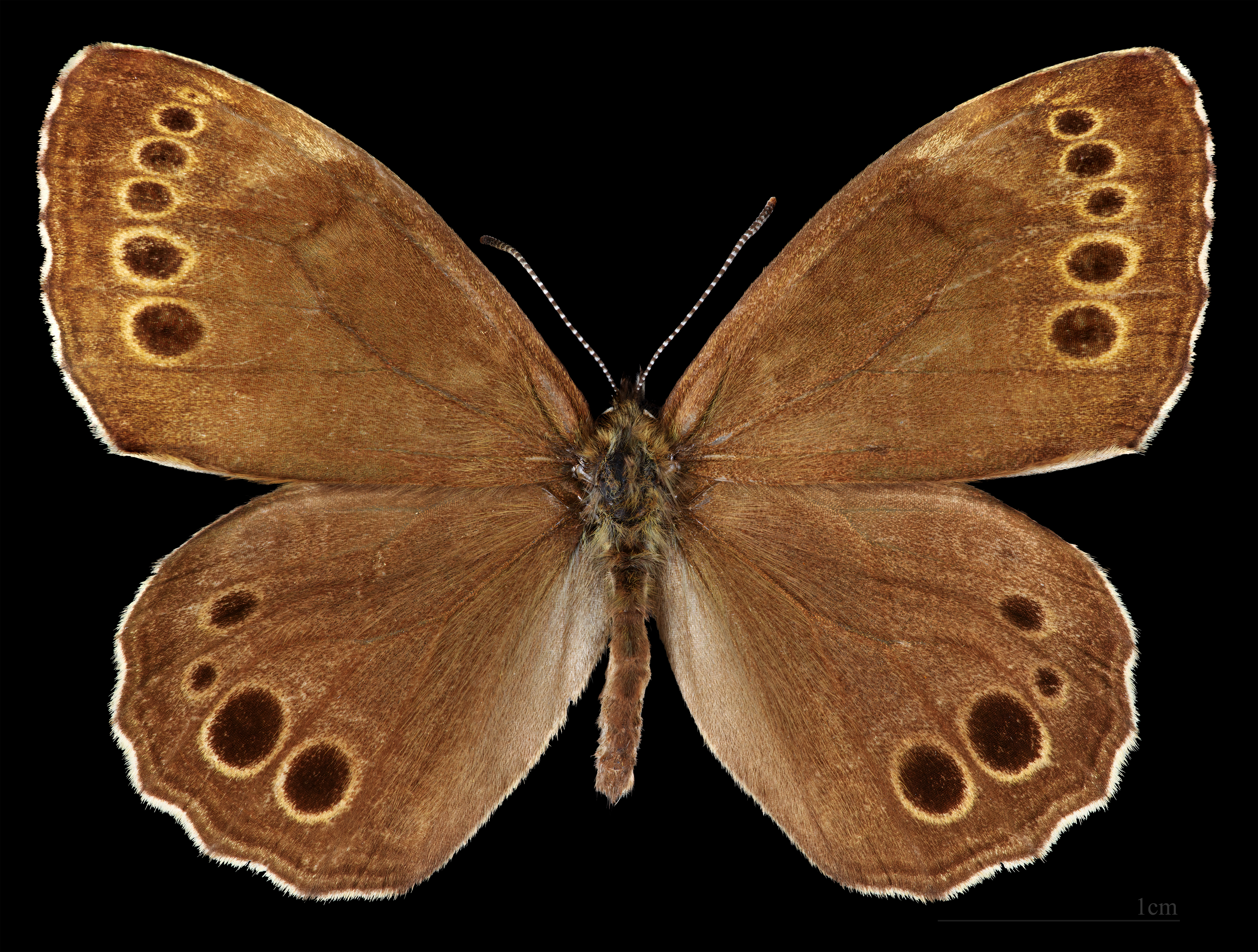
Lopinga achine ♂
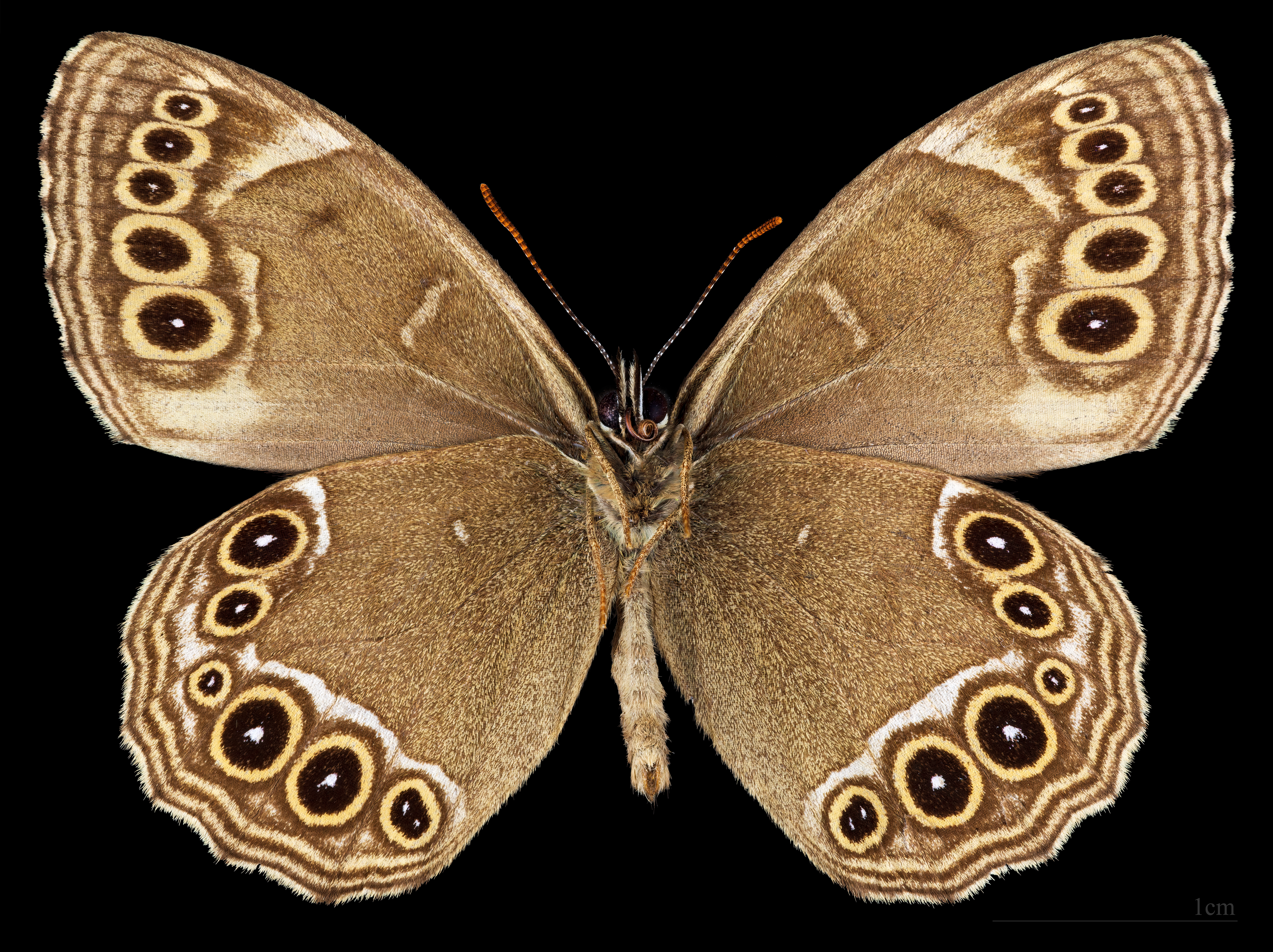
Lopinga achine ♂   △

## Спосіб життя
Метелики літають з середини травня до кінця червня. Їх можна спостерігати в тінистих заплавних і байрачних лісах на стежках, дорогах, під кронами дерев. Активні вдень. Гусениці розвиваються на різних злаках, зимують.

## Охорона
Lopinga achine охороняється в Європі і занесений до Додатку ІІ Бернської конвенції (охоронна категорія: вид підлягає особливій охороні).